# August Johannes Dorner
August Johannes Dorner, född den 13 maj 1846 i Schiltach, död den 20 april 1920 i Hannover, var en tysk filosof, son till Isaak August Dorner.
Dorner blev 1889 extra ordinarie och 1891 ordinarie teologie professor i Königsberg. Han framställde sin kunskapsteori och metafysik i Das menschliche Erkennen (1887) och sin etik i Das menschliche Handeln (1895). Han utgår från den kantska kunskapsteorin, men antar metafysikens möjlighet och förfäktar vissheten om en transcendent Gud. Utan metafysik skulle etiken vara en illusion, menar han.